# 벨구테이
벨구테이(몽골어:ᠪᠡᠯᠭᠦᠲᠡᠢ, 한자:別里古台 또는 別勒古台, 키릴 문자:Бэлгүдэй, 1156년 혹은 1161년, 1164년 ~ 1255년 혹은 1266년?, 1171년?)는 보르지긴의 일족으로 몽골 제국 건국 시기의 장군 중 한 사람이다. 카마그 몽골의 족장 예수게이의 둘째 아들이자 몽골 제국의 칸인 칭기즈 칸의 이복 형이다. 혹은 이복 동생이라는 설도 있다. 일설에는 벨구테이는 110세까지 살았다고 한다. 체격이 크고 힘이 센 인물이라 한다. 한자 문헌에는 別里古台, 別里高台, 別勒古台, 別勒古臺, 別里古帶, 別勒古歹, 孛羅古䚟, 便古得 那顔 등으로 나타난다.
그는 카묵 몽골 예수게이의 본처 소치겔의 둘째 아들이었으나 소치겔의 집안이 한미했고, 형인 벡테르와 함께 서자가 되었다. 동생인 테무친을 주군으로 모셔야 했다. 벡테르가 살해된 뒤에도 테무진을 수행했다. 타이치우드부 군사들이 테무진을 붙잡으러 왔을 때, 그는 이복 동생들을 데리고 숲으로 도망쳐 들어가 나뭇가지를 꺾어 울타리를 만들고, 활을 쏘며 저항했다. 그는 어려서부터 칭기즈 칸을 도와 몽골 제국의 기틀을 닦았다.

## 생애

### 초기 활동
보르지긴의 일족으로 카불 칸의 증손이고, 바르탄 바가투르의 손자이며, 예수게이와 소치겔의 아들이다. 쿠툴라 칸의 종손이자 암바가이 칸의 삼종손이고, 칭기즈 칸의 이복 형 또는 이복 동생이며 주치 카사르, 하치운, 테무게 옷치긴의 이복 형이다. 벡테르의 친동생이었다. 《원사》 117권에 의하면 그는 예수게이의 다섯째 아들이라 하나, 칭기즈 칸의 이복 형이라는 설, 칭기즈 칸과 나이차이 얼마 안나는 이복 동생이라는 설 모두와도 상반된다.
그의 이름 벨그(Belgü)는 몽골어로 '도장', '인장', '담보물'을 의미하는 베르게(belge)의 튀르크어 발음인 벨레구(belgü)에서 유래했다는 설이 있다.
중국어 한자 문헌에는 베리구타이(別里古台, 別里高台, 別勒古台, 別勒古臺), 베르구다이(別勒古歹), 베리구다이(別里古帶), 변고득 노얀(便古得 那顔) 등으로 나타난다. 파라구사(孛羅古䚟)로 기록된 문헌도 있다. 그는 외모는 기록이 없어 알 수 없고, 기록에 의하면 그는 체격이 크고 힘이 셌다 한다. 《원사》의 기록에 따르면 온화하고 인정이 많은 성격에 민첩했다 한다. 또한 《원사》에 의하면, 그는 성격이 성실하고 부지런했으며, 소란을 좋아하지 않는 사람이었지만, 동시에 군대를 이끌 때에는 지혜롭고, 현명하고, 용감했으며, 뛰어난 무장이었다 한다. 원사에 의하면 그는 총명하고, 지략이 많았고, 사치스러움을 좋아하지 않았다고 한다.
어릴 적 벨구타이와 벡테르는 사이가 좋았다. 그러나 두 사람은 테무진과 사냥한 짐승을 두고 다투었고, 1176년 형인 벡테르가 동생인 테무친과 분쟁 끝에, 동생인 벨구테이만은 살려달라는 말을 남기고 테무진의 손에 살해당한 이후, 그는 평생동안 동생 테무친의 부하로 살았다. 타이치우드부 군사들이 테무진을 이복 형 벡테르 살해를 이유로 붙잡으러 왔을 때, 그는 이복 동생들을 데리고 숲으로 도망쳐 들어가 나뭇가지를 꺾어 울타리를 만들고, 활을 쏘며 저항했다.
테무진이 탈출하여 돌아온 후, 그는 테무진과 함께 케룰렌 강 상류의 옹기라트부로 부르테 우진을 테리러 갈때 동행했고, 셍게르 강가에 있는 자신의 집으로 데려왔다. 이후 토오릴 옹 칸을 만나러 갈 때에도 테무진, 카사르와 함께 갔으며, 메르키드부가 습격하여 부르테 우진, 어머니 소치겔, 호엘룬 등을 납치했을 때, 토오릴 옹 칸과 자무카에게 이 사실을 알리러 갈 때에도 주치 카사르와 같이 갔다.

### 카마그 몽골 시절
테무진을 따라 여러 부족을 정복하는 데 참여하였고, 군마(軍馬)를 맡아 관리하였다
1189년에 테무진이 카마그 몽골의 칸으로 추대된 후 벨구테이와 카랄다이-토후라운을 마구간장으로 임명하여 군마를 관리하게 했다. 한 번은 주르첸부의 사차 베키를 비롯한 귀족들과 테무진 측 인사들이 함께 잔치를 열었을 때, 테무진 측에서는 벨구테이, 주르첸 측에서는 부리 보흐가 조율을 맡았다.
이때 그 자리에서 카타긴 부족의 한 사람이 말의 고삐를 훔치다 들켜 붙잡혔는데, 부리 보코는 그 도둑을 두둔하며 벨구테이와 말다툼하다가 그의 어깨를 베어버렸다. 그러나 벨구테이는 아무렇지 않다는 듯 그대로 서 있었고, 이를 본 칭기즈 칸은 벨구테이의 어깨를 확인한 뒤 주르첸부 측과 충돌을 일으켜 아이락(마유주) 젓는 막대기 따위로 그들을 두들겨 패기도 했다.
원사 117권에는 칭기즈 칸이 여러 부족을 초청한 연회에 참석했을 때, 어떤 자가 몰래 벨구테이를 해치려 하여 그의 팔을 칼로 베어 심한 상처를 입혔다. 칭기즈 칸이 분노하여 그를 벤 사람을 죽이려 하자, 그는 저 한 사람의 일로 인해 분열과 반목이 생겨서는 안 됩니다. 신이 비록 크게 다쳤지만 다행히 죽지는 않았으니, 부디 처벌하지 말라고 건의했다. 칭기즈 칸은 그를 더욱 현명한 인물로 여겨 크게 아꼈다.
원사 1권에는 다소 내용이 다르게 전하는데, 이때 벨구테이는 칭기즈 칸의 퀼레스(乞列思, 금지 구역 내 말매는 곳) 업무를 담당하고 있었고, 부리는 주르첸부 사챠 베키 측의 퀼레스 관리를 맡고 있었다. 부리의 수행원이 벨구타이 측 말의 안장끈(馬靷)을 훔쳐 달아났고, 이에 벨구타이가 그를 체포하자, 보리가 분노하여 벨구타이의 등을 칼로 베어 부상을 입혔다. 칭기즈 칸은 주르첸부가 카불 칸의 장남 바르카크의 후손으로, 먼 친족이라 불문율에 붙였다 한다.
그러나 다른 설도 있다. 칭기즈 칸의 허락을 받고 벨구테이는 몽골의 씨름 영웅 부리 보코를 씨름 경기 중에 목을 꺾어 죽였다. 이는 과거 부리 보코가 벨구테이와 싸우던 중 그를 칼로 베었던 일에 대한 보복이었다.
1198년 칭기즈 칸이 테메엔 케에르 강변에서 예케 쿠릴타이를 개최, 나이만족 정벌을 선언했다. 이떄 많은 부하들이 지금은 봄철이라 말이 야위었으니, 마땅히 가을을 기다리는 것이
좋을 것 같다고 했다. 그러나 테무게 옷치긴은 바로 공격을 주장했고, 벨구테이는 나이만이 우리의 활과 화살을 빼앗으려 하는 것은 아주 사소한 일이다. 그들이 국력이 크다고 자만하지만 만약 그들의 허점을 타서 기습하면 이길수 있다며, 기습공격할 것을 건의했다.

### 정복 전쟁
테무진이 몽골 여러 부족을 정복하기 직전 부하 여러 부족을 모아 잔치를 열었는데, 그 자리에서 누군가가 벨구테이를 습격해 그의 팔을 크게 다치게 했다. 테무진은 범인을 조사해 처벌하려 했으나 벨구테이는 불화를 조장하지 말자며 이를 말렸다.
1202년 타타르족의 칸국을 정복한 후 열린 쿠릴타이에서 타타르 사람들을 수레의 차축과 나란히 놓고 학살하자는 논의가 새어 나가면서, 항복했던 타타르인들이 반란을 일으켜 혼란이 생겼다.  칭기즈 칸은 아버지 예수게이를 죽인 원수인 타타르족을 섬멸하기로 결심했다. 비밀리에 열린 가족 회의에서 수레의 액대보다 키가 큰 타타르인은 모두 죽이고, 수레보다 작은 자들은 노예로 삼기로 결정되었다. 그러나 벨구테이는 이 계획을 포로로 잡힌 타타르족 체렌 예케에게 이야기했고, 경고를 받은 타타르족은 치열하게 저항한 끝에 많은 희생을 내며 전사했다. 이때 벨구테이는 숙부 다아리타이 옷치긴 등과 함께 기밀을 외부로 누출했다는 이유로, 칭기즈 칸의 명령으로 쿠릴타이에 참석할 권리를 박탈당했고, 모든 일이 논의된 이후에만 참석할 수 있게 되었다. 이 시기
이후로 시키후타그(Шихихутаг)가 자르가치(заргач, 재판관)이 되기 전까지 벨구테이가 자르가치의 직무를 맡게 됐다. 1204년 칭기즈 칸이 아브지야 후드게르 지역에 거주하고 있을 때, 나이만 측이 공격을 계획하고 있다는 소식을 옹구드부의 사신 유후난이 전해왔고, 이를 논의하기 위한 쿠릴타이에 참여했다.
1206년 칭기즈 칸이 타타르 연맹, 케레이트, 나이만, 메르키트 연맹을 통합하여 몽골 제국을 세웠을 때 공을 세웠던 그는 개국공신이 되었다. 1206년의 대 쿠릴타이에서는 벨구테이에게 1,500호의 백성을 하사했지만, 황금씨족(알탄 우르가)로 책봉된 다른 왕자들처럼 천호 단위의 군사는 주어지지 않았다.
몽골 제국이 세워진 후 벨구테이는 왕으로 봉해졌고, 3,000호의 백성과 함께 광녕로(廣宁路, 오늘날 중국 랴오닝성 서부 지역), 은성(恩城) 등을 영지로 받았다. 이후 신주로(信州路) 주변과 연산주(铅山州) 등을 추가로 봉지로 받았다. 그의 영지는 주치 카사르, 하치운, 테무게 옷치긴의 영지 근처에 있었다. 그의 자손은 많았고, 칭기즈 칸의 숙영지 가까이에 거주했으며, 남쪽으로는 알치다이(按只台)의 주둔지와 맞닿아 있었다. 원사 117권 열전에 의하면 그는 한때 칭기즈 칸으로부터 국상(國相, 재상)에 임명됐다 한다. 그가 재상에 임명된 정확한 날자는 기록이 없다.
1227년 칭기즈 칸이 서하 정벌 중 죽자, 그는 몽골 제국의 원로의 한 사람이 되어 툴루이 칸, 우구데이 칸, 귀위크 칸, 몽케 칸을 보좌했으며 훗날 원나라를 건국하는 쿠빌라이 칸 역시 젊은 시절에 그에게 조언을 받곤 했다.

### 생애 후반
다른 형제보다 장수하여 그는 1251년 6월의 몽케 칸의 즉위식에도 참석하였다. 원사(元史)에 의하면 그는 1251년 6월 몽케 칸이 즉위할 당시에도 살아 있었다 한다. 이때 그는 서방의 제왕 베르케(別兒哥), 토가 테무르(脫哈帖木兒), 동방의 제왕인 예고(也古), 토쿠(脫忽), 예순게(亦孫哥), 알치타이(按只帶), 타차르(塔察兒), 서방의 장군 반리적(班里赤) 등, 동방의 장군 예수부카(也速不花) 등과 쿠데에 아랄에서 쿠릴타이를 열어, 몽케 칸을 오논 강가에서 칸으로 추대했다 한다.
1255년 쿠빌라이가 중국 남송 원정에서 돌아왔을 때, 몽케 칸은 어떤 이유로 쿠빌라이 칸을 문책했는데, 이때 벨구테이가 나서서 쿠빌라이 칸을 변호하였다.
그는 광녕로(廣寧路)·은주(恩州)의 두 성(城)과 백성 1만 1603호를 분봉받아 통치하였다. 또한 오논 강과 케룰렌 강 일대에 진영을 세우고 거주하였다.
1255년 혹은 1266년 또는 1271년 고령의 나이(약 100세)로 세상을 떠났다. 사망 일자는 미상이다. 110세까지 살았다는 설도 있고, 쿠빌라이 카안이 즉위할 때까지도 생존해 있었다는 설이 있다. 라시드 앗딘은 집사에 그가 110세에 사망했다고 기록했다. 그의 후예들은 광령로(廣寧路, 요령성 서부)와 은성(恩城)을 영지로 하사받았고, 후에 요령성 서부의 신주로(信州路)와 연산주(鉛山州)가 추가되었다. 손자 자우투가 광령왕에 책봉되고 이후 그의 후손들은 광령왕가를 형성했다.

### 사후
그의 자손들은 원나라 시기 광녕왕(廣寧王)의 작위를 받고, 자손 일부는 오논강과 케룰렌강 유역에 정착했으며, 일부는 중국 지역의 관직에 임명되기도 했다.
북원 시대의 동몽골에서 벨구테이의 후손인 모리하이가 1456년~1466년 사이에 멀런 칸을 카안으로 옹립하고, 다시 젊은 군주를 폐위할 정도의 권력을 행사했으나, 주치 카사르의 후손인 부루나이 칸과 노욘볼라드 등의 군사력에 패해 전사하였다. 모리하이는 벨구테이의 넷째 아들 멘드의 12대손이 된다.
16세기 중엽에서 17세기 초에 걸쳐 그들이 지배하던 부족과 지역은 아바(Авга) 혹은 아부가 투멘(Авга түмэн)'으로 불리게 되고, 1630년대에 만주에 복속되면서 실린골 조루(Шилийн гол чуулган)로 분할되어 서, 동 아부가 4개 부락으로 나뉘고 청나라가 자사를 파견하였다다. 일부는 할하의 세첸 칸 아이막에 속하는 타이자(태자)로 남았고, 다른 후손들은 내몽골 자치구의 실린골 지역에 거주하고 있다. 링단 칸의 카툰 낭낭태후도 그의 후손이라는 설이 있다.
20대손 투스게르 세첸 친왕(Түсгэр сэцэн жүн ван)은 1651년 아브가 호슈 서부의 자사그투 노얀이 되고, 투스게르 세첸의 조부 에르데네 투멘 자삭투의 동새이자 그의 18대손 도르지 에체크 조리그투 노얀(Дорж эцэг зоригт ноён)은 1641년 아브가 호슈 동부의 자사그투 노얀이 되었다.
16대손 타르니 구텐 노얀(Тарни гүдэн ноён)의 다른 아들 노미 테무게트 노얀(Номи тэмгэт ноён)의 손자 도르지 이르텐 노얀(Дорж илдэн ноён)의 아드 둠 이슈라브 투셰트 베이스는 1665년에 청나라에 복속하였고, 1667년에 아브가르 호슈 서부의 자사그투 노얀이 되었다. 도르지 이르텐의 다른 아들 처렌 머르겐 베일은 1661년에 할하에서 이주하여 청나라에 복속하였고, 1667년에 아브가르 호슈 동부의 자사그투 노얀이 되었다.

## 가족 관계
원사에는 그의 아들로 예수부카, 구운부카, 카르투크만 등장하나 페르시아어 사서 집사에는 차우투도 그의 아들이라 한다. 1262년 봉해진 자우투의 광녕왕(廣寧王) 작위는 어느 시점에 동생 구운부카의 손자 찰릭테무르, 1330년 증손 아르군차에게로 이어졌다. 그 뒤로 1253년 아르군차의 아들 혼도테무르, 1254년 혼도테무르의 동생 테무르부카가 광녕왕직을 세습했다.
원사 등에는 나타나지 않으나 멘드라는 아들도 있었다. 멘드의 11대손으로 뒤에 북원시대에 모리하이 왕 역시 자신을 광녕왕이라 칭했다. 그러나 명나라 장군은 이를 오역하여 황령왕(黄苓王)으로 번역했다.
- 아들 : 예수부카
  - 손자 : 차우투, 광녕왕(廣寧王)가
- 아들 : 구운부카, 1232년 금나라 원정, 1237년 남송 원정에 참여
- 아들 : 카르투크
- 아들 : 멘드
  - 손자 : 시히 노얀(Шихи ноён), 모리하이 왕의 선조

## 관련 항목
- 칭기즈 칸
- 벡테르

## 참고 자료
- 원사 117
- 몽골비사
- 신원사 105

1. ↑  벨구테이-넷째? 아들 멘드(Мэнд)-시히 노얀(Шихи ноён)-노무혼 노얀(Номхон ноён)-멩흐테르(Мөнхтөгс)-엥흐테르(Энхтөгс)-아그가르치(Агуу галзуу)-나르친보르(Навчинбор)-훌루(Хулу)-나마친(Намачин)-외시무(Ёшиму)-하바르(Хавар)-멩크 노얀(Мөнх ноён)-모리하이 칸(Муулихай ван)